# Enrico Cini
Enrico Cini, OFM Conv. ou Enrico Siculus (falecido em 1598) foi um prelado católico romano que serviu como bispo de Alife (1586–1598).

## Biografia
Enrico Cini foi ordenado sacerdote na Ordem dos Frades Menores Conventuais. No dia 8 de janeiro de 1586, foi nomeado bispo de Alife durante o papado de Sisto V. A 19 de janeiro de 1586, foi consagrado bispo por Giulio Antonio Santorio, cardeal-sacerdote de San Bartolomeo all'Isola, com Prospero Rebiba, patriarca titular de Constantinopla, e Raffaele Bonelli, arcebispo de Dubrovnik servindo como co-consagradores. Serviu como Bispo de Alife até à sua morte em 1598.